# Домбровский повет
Домбровский повет (пол. Powiat dąbrowski) — повет (район) в Польше, входит как административная единица в Малопольское воеводство. Центр повета — город Домброва-Тарновска. Занимает площадь 530,25 км². Население — 59 374 человека (на 31 декабря 2015 года).

## Административное деление
- города: Домброва-Тарновска, Щуцин
- городско-сельские гмины: Гмина Домброва-Тарновска, Гмина Щуцин
- сельские гмины: Гмина Болеслав, Гмина Грембошув, Гмина Менджехув, Гмина Олесно, Гмина Радгощ

## Демография
Население повета дано на 31 декабря 2015 года.
| Перепись            | Всего  | Мужчины | Женщины |
| ------------------- | ------ | ------- | ------- |
| Всего               | 59 374 | 29 588  | 29 786  |
| Городское население | 16 054 | 7836    | 8218    |
| Сельское население  | 43 320 | 21 752  | 21 568  |